# Aldemiro Sena dos Santos
Dom Aldemiro Sena dos Santos (Ibirataia, 26 de Junho de 1964) é um bispo católico brasileiro, atual bispo de Guarabira. 
Formado em Filosofia e Teologia pelo Instituto de Teologia de Ilhéus, foi ordenado sacerdote em 1992, na Catedral de São Sebastião, em Ilhéus. Como presbítero exerceu, entre os anos de 1993 a 1996, o posto de reitor do Seminário Menor São Domingos Sávio, em Ilhéus. Paralelo a esta experiência, também foi pároco da Paróquia Nossa Senhora da Escada, em Olivença, Ilhéus. De 1996 a 1998, exerceu o sacerdócio na Paróquia Nossa Senhora da Conceição, em Barro Preto, Ilhéus.
Entre os anos de 1998 a 2007, Aldemiro foi pároco da Paróquia Nossa Senhora Aparecida, em Ilhéus, concomitantemente também era coordenador do Centro de Treinamento de Líderes Santa Cruz, na mesma cidade. Em 2006, foi eleito representante do clero diocesano, cargo que ocupou até o ano de 2014. Em 2007, foi nomeado pároco da Paróquia São Francisco de Assis, em Ilhéus.
De 2013 a 2014, padre Aldemiro exerceu o posto de presidente dos presbíteros do regional Nordeste III da Conferência Nacional dos Bispos do Brasil (CNBB). A partir de 2015, exerce a provisão de pároco da Paróquia São Jorge e Catedral de São Sebastião, em Ilhéus, além de ecônomo da diocese e presidente da Sociedade São Vicente de Paulo, que inclui o abrigo para idosos.
Indicado ao episcopado em 4 de outubro de 2017 na Diocese de Guarabira, recebeu a ordenação em 17 de dezembro de 2017, através do bispo de Ilhéus, Dom Mauro Montagnoli, na Catedral de São Sebastião, em Ilhéus, tendo os arcebispos de Vitória da Conquista Luís Gonzaga Silva Pepeu, e da Arquidiocese da Paraíba, Manoel Delson Pedreira da Cruz, como co-consagrantes.